# Градски стадион Звечан
Градски стадион Звечан је фудбалски стадион у Житковцу, на око 6 km од Косовске Митровице, Косово и Метохија, Србија. Изграђен и отворен 2008. године, а на њему своје домаће утакмице играју ФК Трепча, ФК Звечан и ФК Рудар. Капацитет стадиона је око 3.500 гледалаца. Није завршена западна трибина за већи број посетилаца.